# ارزروم

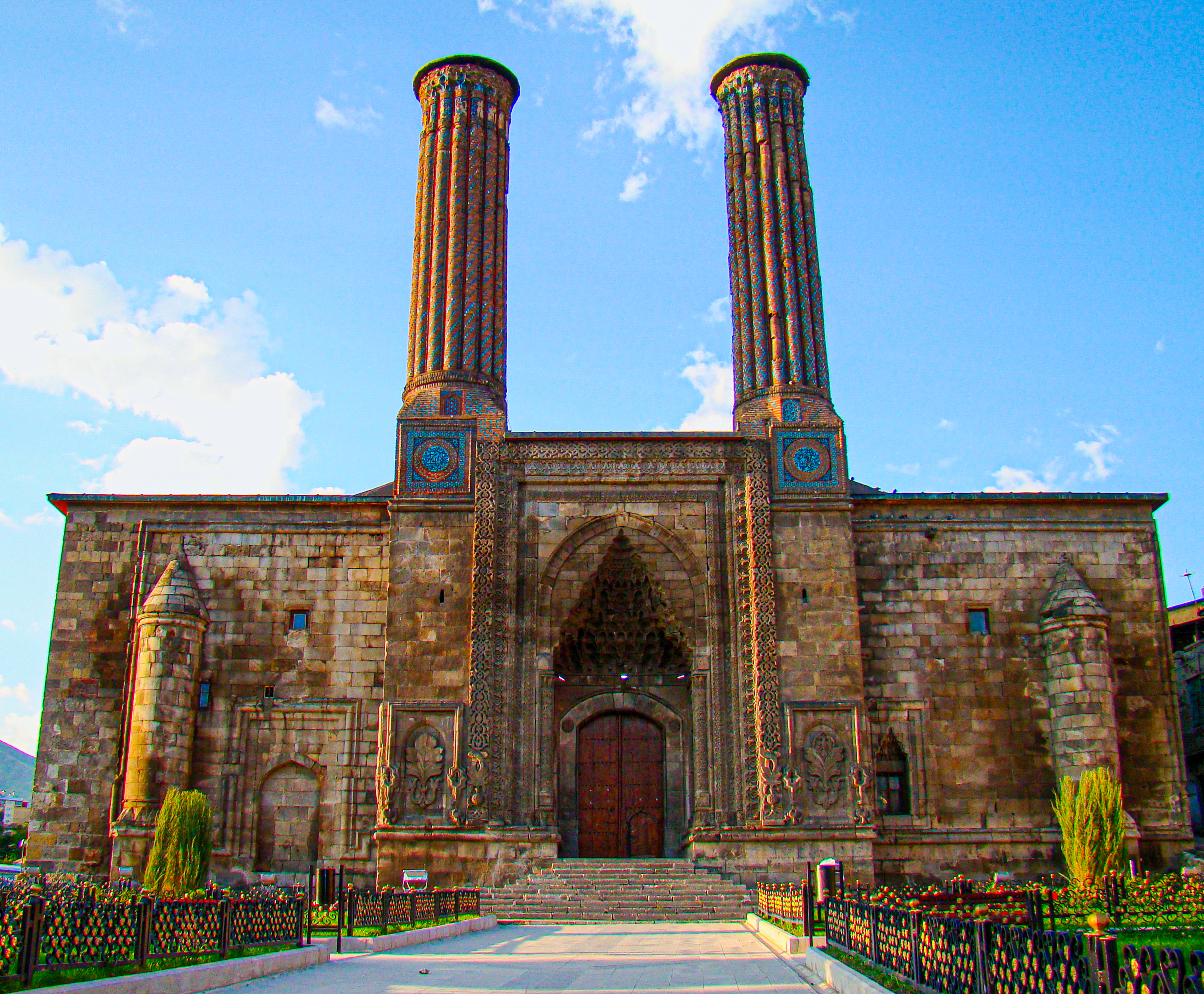
مدرسهٔ مذهبی چفته‌منار، ساخته شده در حدود سال ۱۲۶۵ میلادی

ارزروم (اَرضِ روم، ارضروم)، (به ترکی استانبولی: Erzurum)؛ (به ارمنی: Կարին، کارین)؛ (به کردی: Erzîrom) (به ترکی عثمانی: ارضروم) (در گذشته به‌صورت ارزن‌الروم یا ارزنةالروم هم نوشته می‌شد) یکی از شهرهای ترکیه  جمعیت ۳۶۷٬۰۰۰ نفر و بزرگ‌ترین شهر و مرکز استان ارزروم در ترکیه است. مردم این شهر اکثریت ترک‌های آناتولی  و اقلیت کُردها (اعم از کرمانجی و زازاکی) و ارمنی‌ها هستند. این شهر در شرق آناتولی قرار داشته و دارای ارتفاع ۱۹۰۰ متر بالاتر از سطح آب‌های آزاد است. ورزش‌های زمستانی در این شهر رونق زیادی دارد.

## پیشینه تاریخی
تاریخ ارزروم به دوران اورارتو می‌رسد و دودمان آرتاشسی در آنجا اسکان داشته‌است. سکنه اول این منطقه ارمنی‌ها بودند که شهری به نام «کارین» در آنجا بنیان نهادند. در دوران بیزانس (روم شرقی) شهر تبدیل به قلعه شد و تئودوسیوپولیس (Theodosiopolis) نام گرفت. ارزروم در جنگ‌های بین ایران و روم و ایران و عثمانی به دفعات تغییر تبعیت داد. در سال ۵۰۲ میلادی، بهرام گور شهر را تسخیر کرد اما این شهر پس از مدت کوتاهی دوباره به‌دست رومیان افتاد.
حمدالله مستوفی می‌گوید «در آنجا کلیسایی است در عظمت چنان‌که عالی‌تر از آن عمارت در آن ملک نیست و در او گنبد عالی بوده پنجاه گز و بعضی از طاق آن گنبد در شب ولادت حضرت رسول فرود آمد و چنان‌که می‌خواهند که باز جای کنند عمارت نمی‌پذیرد و فرود می‌آید و در برابر آن کلیسا مسجد بر شکل طول و عرض آن مانند کعبه مسلمانان ساخته‌اند و آن را نمودار کعبه می‌خوانند.» ابن بطوطه که در سال ۷۳۳ هجری در ارزروم بوده می‌گوید ارزروم شهریست بزرگ متعلق به سلطان عراق و قسمت عمدهٔ آن خراب است و بیشتر خانه‌های آن باغ دارد و سه رودخانه آن را مشروب می‌سازد.
در تاریخ ایران و در دوره قاجاریه یک دوره مذاکرات مهم تاریخی برای تعیین مرز بین دولت ایران و دولت عثمانی در شهر ارزروم برگزار شد که سرپرستی هیئت اعزامی از ایران به عهده میرزا تقی خان امیرکبیر بود.
این شهر یکی از سرد سیرترین شهرهای کشور ترکیه می‌باشد.
جنگ عثمانی و صفوی اندکی پیش از مرگ پدر احمد یکم (محمد سوم) آغاز شده بود. احمد یکم پس از به تخت نشستن، زاده یوسف سنان پاشا را به عنوان رهبر سپاه شرق منصوب کرد. ارتش عثمانی در ۱۵ ژوئن ۱۶۰۴ از قسطنطنیه حرکت کرد اما خیلی دیر شده بود، و زمانی که در ۸ نوامبر ۱۶۰۴ به جبهه شرقی رسید، ارتش صفوی ایروان را تصرف کرد و وارد ایالت قارص شد و فقط قوای عثمانی می‌توانست در آخالتسیخه آنها را متوقف کند. با وجود مساعد بودن شرایط، یوسف سینان پاشا تصمیم گرفت برای زمستان در وان بماند، اما پس از آن به ارزروم لشکر کشید تا از حمله صفویان جلوگیری کند. این امر باعث ناآرامی در سپاه عثمانی شد و آن سال عملاً برای عثمانی‌ها هدر رفت و بی‌نتیجه ماند.

## پوشکین
الکساندر پوشکین نویسنده روس، یک داستان کوتاه بنام سفر به ارزروم دارد که به صورت سفرنامه نوشته شده است. پوشکین در این سفرنامه شرح مختصری از سفر خود که در سال ۱۸۲۹ برای پیوستن به لشکر ژنرال پاسکویچ داشته را آورده است.

## نگارخانه

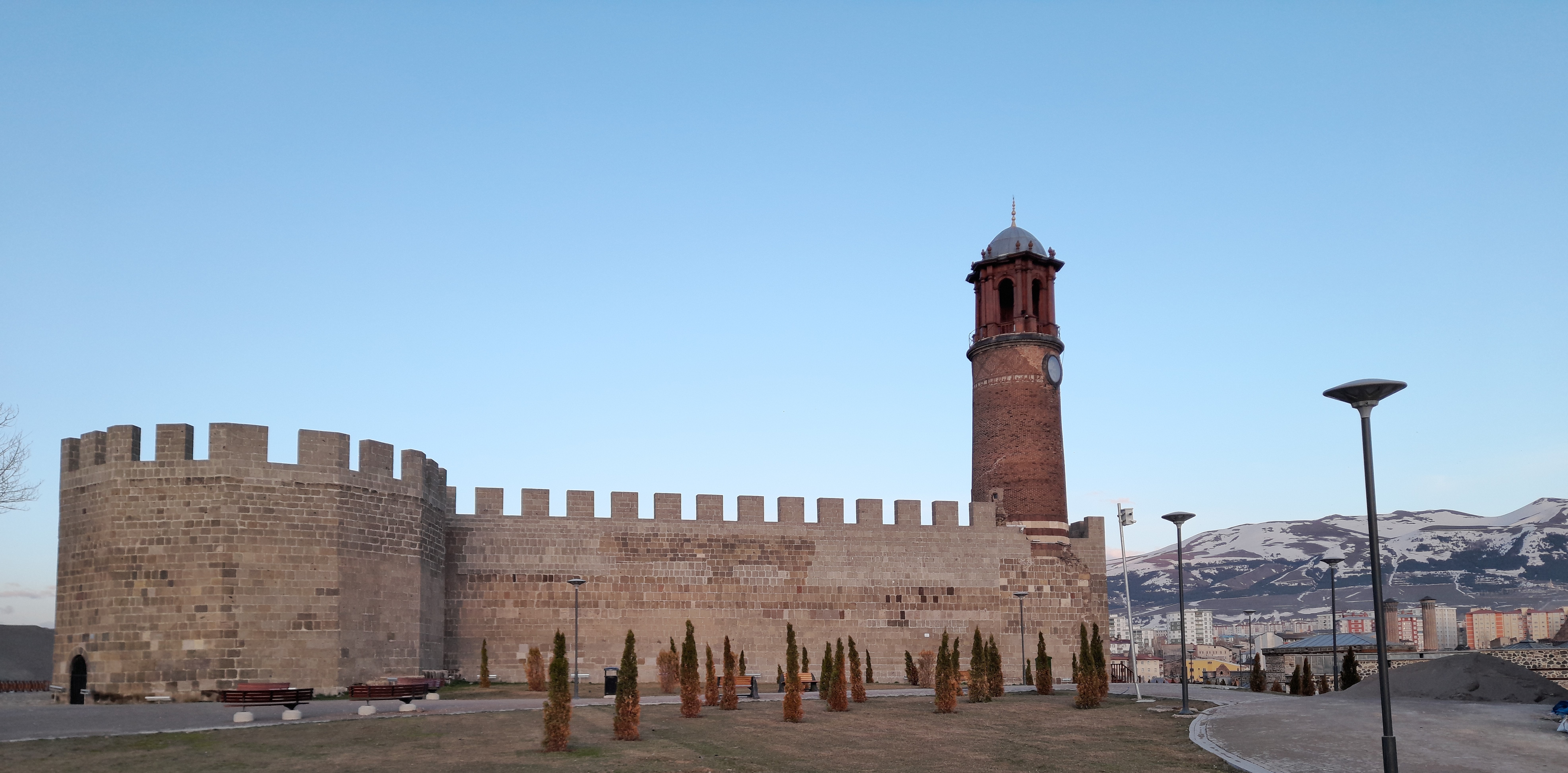
ارگ ارزروم

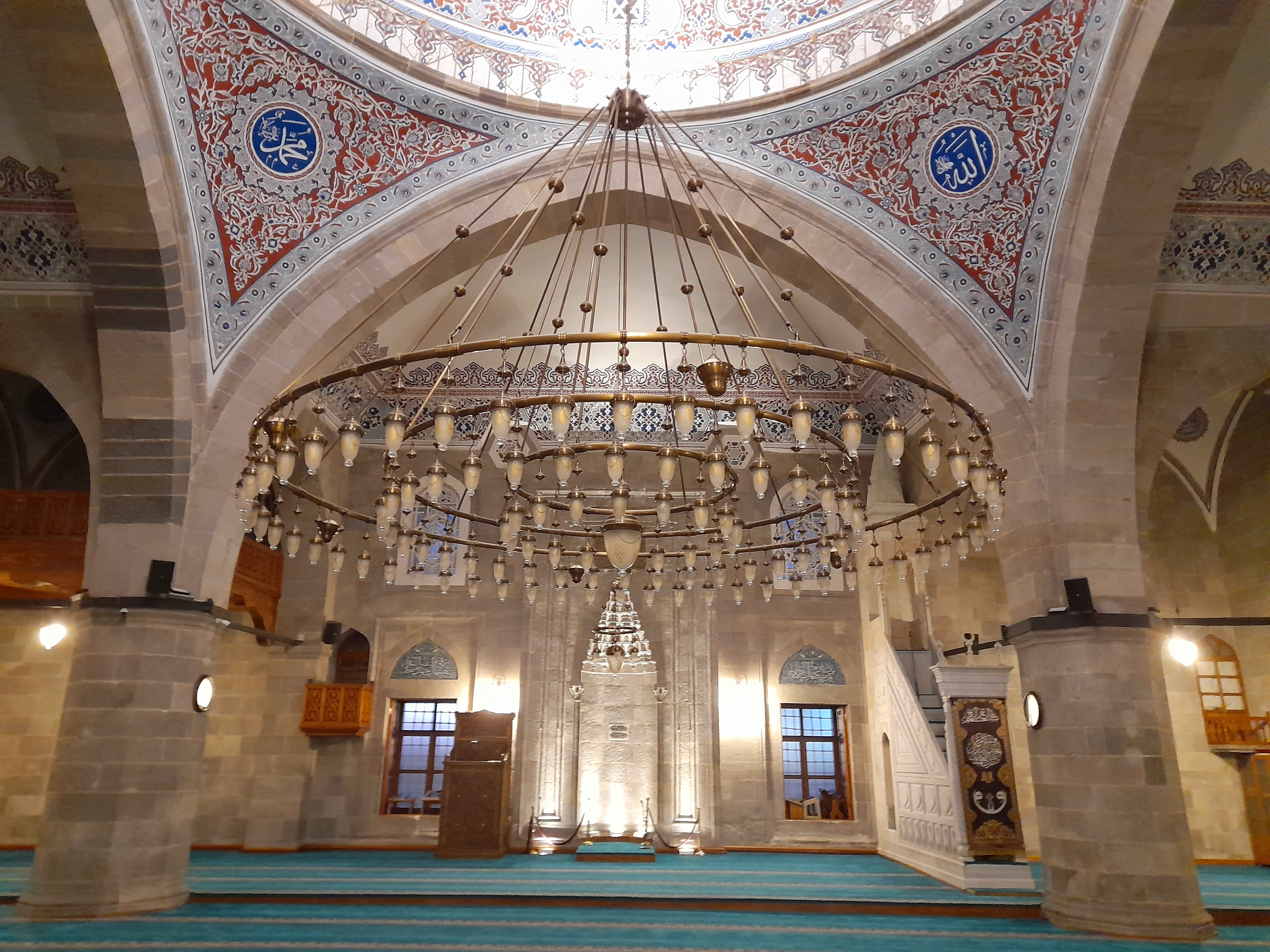
مسجد لاله مصطفی پاشای ارزروم